# Fly me to the disco ball
『Fly me to the disco ball』（フライ・ミー・トゥ・ザ・ディスコ・ボール）は、ゴスペラーズの49枚目のシングル。2017年2月22日にキューンミュージック発売された。

## 解説
表題曲「Fly me to the disco ball」は、よみうりランド「ジュエルミネーション」のテーマソング。酒井雄二によると「重力に縛られているのに飛び上がろうとする人間の衝動＝ジャンプというキーワード」で歌詞をつくった。カップリング曲「True colors」はシンディ・ローパーのカバー。映画「彼らが本気で編むときは、」イメージソング。ダブルタイアップとなっている。
初回生産限定盤と通常盤の2形態で発売。初回生産限定盤には、特典映像「私がゴスペラーズじゃなかったら 〜酒井雄二編〜」収録のDVDが付属。

## 収録曲
1. Fly me to the disco ball [4:16]
  - 作詞：酒井雄二／作曲：酒井雄二・平田祥一郎／編曲：平田祥一郎
2. True colors [4:13]
  - 作詞・作曲：Tom Kelly , Billy Steinberg／編曲：K-Muto